# Laure Koléla
Laure Koléla (* 8. März 1991 in Pointe-Noire) ist eine kongolesische Fußballnationalspielerin.

## Karriere

### Verein
Kolela startete ihre Seniorenkarriere bereits im Kindesalter von 12 Jahren beim FCF La Source, wo sie auf Anhieb in der Saison 2002 den Meistertitel des National Championship feierte. Ihre Laufbahn in Frankreich begann beim Club Sportif Amiens Montières Etouvie. Ein halbes Jahr später verließ sie ihren Verein aus Amiens und wechselte im Dezember 2009 in die Championnat de France de D2 zu Évreux Football Club 27. Dort entwickelte sie sich zur Leistungsträgerin und verließ erst im Sommer 2012 den Verein, um beim Ligarivalen US Compiègne Club Oise zu unterschreiben. Sie spielte verletzungsbedingt nur ein Spiel für US Compégnie und kehrte nach nur einem Jahr in ihre Heimat Kongo zu Patronage Ste-Anne zurück.

### Nationalmannschaft
Kolela repräsentiert ihr Heimatland auf Internationaler Ebene und spielt für die Frauennationalelf der Republik Kongo, wo sie neben Chardente Ndoulou Co-Kapitän ist.

## Erfolge
- National Championship (5): 2002, 2003, 2004, 2006 und 2007
- National Cup (5): 2002, 2003, 2006, 2007 und 2008